# A-2 hrvatska košarkaška liga za žene 2000./01.
A-2 hrvatska košarkaška liga za žene je predstavljala drugi rang hrvatskog košarkaškog prvenstva za žene u sezoni 2000./01. Sudjelovalo je osamnaest klubova raspoređenih u tri skupine - Jug, Sjever i Zapad.

## Prvi dio
- plasirali se u Ligu za prvaka

### Jug
| mj. | klub                             | ut. | pob. | por. | koš+ | koš- | bod |
| --- | -------------------------------- | --- | ---- | ---- | ---- | ---- | --- |
| 1.  | Šibenik - Jolly JBS II (Šibenik) | 12  | 11   | 1    | 904  | 628  | 23  |
| 2.  | Ragusa (Dubrovnik)               | 12  | 9    | 3    | 891  | 706  | 21  |
| 3.  | Vidici (Šibenik)                 | 12  | 3    | 9    | 622  | 841  | 15  |
| 4.  | Galeb (Omiš)                     | 12  | 1    | 11   | 617  | 859  | 13  |

### Sjever
| mj. | klub                                | ut. | pob. | por. | koš+ | koš- | bod |
| --- | ----------------------------------- | --- | ---- | ---- | ---- | ---- | --- |
| 1.  | Požega (Požega)                     | 14  | 12   | 2    | 1034 | 820  | 26  |
| 2.  | Kerametal - Medveščak II (Zagreb)   | 14  | 11   | 3    | 1016 | 780  | 25  |
| 3.  | Pešćenica (Zagreb)                  | 14  | 10   | 4    | 1133 | 810  | 24  |
| 4.  | Tehnograf - Montmontaža II (Zagreb) | 14  | 9    | 5    | 928  | 819  | 23  |
| 5.  | Lokomotiva (Zagreb)                 | 14  | 6    | 8    | 787  | 917  | 20  |
| 6.  | Novi Zagreb (Zagreb)                | 14  | 4    | 10   | 807  | 1018 | 18  |
| 7.  | Varaždin (Varaždin)                 | 14  | 3    | 11   | 763  | 1017 | 17  |
| 8.  | Zagreb (Zagreb)                     | 14  | 1    | 13   | 710  | 997  | 15  |

### Zapad
| mj. | klub                | ut. | pob. | por. | koš+ | koš- | bod |
| --- | ------------------- | --- | ---- | ---- | ---- | ---- | --- |
| 1.  | Riječanka (Rijeka)  | 10  | 10   | 0    | 888  | 547  | 20  |
| 2.  | Karlovac (Karlovac) | 10  | 7    | 3    | 706  | 546  | 17  |
| 3.  | Pula (Pula)         | 10  | 7    | 3    | 790  | 634  | 17  |
| 4.  | Mlakasport (Rijeka) | 10  | 3    | 7    | 503  | 695  | 13  |
| 5.  | Krk (Krk)           | 10  | 2    | 8    | 654  | 839  | 12  |
| 6.  | Uskok (Senj)        | 10  | 1    | 9    | 375  | 655  | 11  |

## A-2 Liga za prvaka
| mj. | klub                | ut. | pob. | por. | koš+ | koš- | bod |
| --- | ------------------- | --- | ---- | ---- | ---- | ---- | --- |
| 1.  | Pešćenica (Zagreb)  | 10  | 8    | 2    | 620  | 520  | 18  |
| 2.  | Požega (Požega)     | 10  | 8    | 2    | 596  | 507  | 18  |
| 3.  | Ragusa (Dubrovnik)  | 10  | 8    | 2    | 559  | 490  | 18  |
| 4.  | Vidici (Šibenik)    | 10  | 4    | 6    | 542  | 647  | 14  |
| 5.  | Lokomotiva (Zagreb) | 10  | 2    | 8    | 407  | 540  | 12  |
| 6.  | Pula (Pula)         | 10  | 0    | 10   | 0    | 20   | 10  |

## Poveznice
- A-1 liga 2000./01.